# Flon, Jämtland
Flon är en sjö i Bergs kommun i Jämtland och ingår i Indalsälvens huvudavrinningsområde. Sjön har en area på 0,201 kvadratkilometer och ligger 313,3 meter över havet. Sjön avvattnas av vattendraget Billstaån.

## Delavrinningsområde
Flon ingår i det delavrinningsområde (697863-143614) som SMHI kallar för Inloppet i Flon. Medelhöjden är 331 meter över havet och ytan är 3,59 kvadratkilometer. Räknas de 41 avrinningsområdena uppströms in blir den ackumulerade arean 494,77 kvadratkilometer. Billstaån som avvattnar avrinningsområdet har biflödesordning 2, vilket innebär att vattnet flödar genom totalt 2 vattendrag innan det når havet efter 273 kilometer. Avrinningsområdet består mestadels av skog (66 procent) och öppen mark (12 procent). Avrinningsområdet har 0,2 kvadratkilometer vattenytor vilket ger det en sjöprocent på 5,5 procent.